# گقام آساطریان
گقام ماگنوسی آساطریان (ارمنی: Գեղամ Մագնոսի Ասատրյան؛ زاده ۲۷ دسامبر ۱۹۲۰ - درگذشته ۱۶ دسامبر ۱۹۹۵) نقاش اهل ارمنستان بود.

## زندگی‌نامه
وی در ۲۷ دسامبر ۱۹۲۰ در ایروان در به دنیا آمد و از کالج دولتی هنرهای زیبای پانوس ترلمزیان (۱۹۵۱) فارغ‌التحصیل گشت. وی همچنین برنده جوایزی همچون روبان نشان جنگ میهنی (درجه دو) و نقاش شایسته ارمنستان شوروی شد. وی در ۱۶ دسامبر ۱۹۹۵ در ۷۴ سن سالگی در ایروان درگذشت.